# Оседле-Познанське
Оседле-Познанське (пол. Osiedle Poznańskie) — село в Польщі, у гміні Дещно Ґожовського повіту Любуського воєводства.
Населення — 1145 осіб (2011).
У 1975-1998 роках село належало до Гожовського воєводства.

## Демографія
Демографічна структура станом на 31 березня 2011 року:
|          | Загалом | Допрацездатний вік | Працездатний вік | Постпрацездатний вік |
| -------- | ------- | ------------------ | ---------------- | -------------------- |
| Чоловіки | 565     | 123                | 398              | 44                   |
| Жінки    | 580     | 127                | 359              | 94                   |
| Разом    | 1145    | 250                | 757              | 138                  |